# 創作四字熟語
創作四字熟語（そうさくよじじゅくご）は、住友生命保険がその年の世相を反映した四字熟語を募集し、発表するイベントである。1990年から実施されている。「創作四字熟語」は同社の登録商標である。

## 概要
例年9月下旬～11月上旬にかけて、郵便や同社Webサイトで応募を受け付ける。近年は毎回10,000作を超える作品が寄せられている。
基本的に既存の四字熟語の漢字や読みを活かす形で、その一部の漢字を変えて新たな四字熟語を作るスタイルである(応募時に変更元の四字熟語も記載する)。しかし、変更元が四字熟語でない作品や、漢字以外の仮名やアルファベット（ラテン文字）を含む作品の入選例もある。
開始当初から俵万智が審査員を務めており、12月中旬に「講評・傾向」とともに、50編(最優秀作1編、優秀作9編、入選作40編／2019年までは優秀作10編、入選作40編)が発表される。入選者には、入選作品集(小冊子)、クオカード(2012年まで図書カード)、同社のノベルティグッズなどが贈られる。2017年以降、TWIN21アトリウムにおいて、優秀作の1編を上宮高等学校の書道パフォーマンス部が披露して発表している。
第一生命のサラリーマン川柳、日本漢字能力検定協会の今年の漢字、東洋大学の現代学生百人一首、自由国民社の新語・流行語大賞と並んで、現代の世相を反映する一つの指標として使われることが多い。発表日以降、朝日新聞の天声人語をはじめとする新聞各紙のコラムや、テレビのニュースでも1年を振り返る恰好の題材としてよく取り上げられる。

## 一覧
歴代の最優秀作は、以下の通り。
| 年     | 四字熟語 (元熟語)   | 読み                 | 意味                                                                                         |
| ------ | ------------------- | -------------------- | -------------------------------------------------------------------------------------------- |
| 1990年 | 異旗統合 (意気投合) | いきとうごう         | 東西ドイツ統合。                                                                             |
| 1991年 | 台風逸果 (台風一過) | たいふういっか       | 度重なる台風により、出荷目前の果実が多数落下した。                                           |
| 1992年 | 紫煙楚歌 (四面楚歌) | しえんそか           | フランスで禁煙令が施行され、日本でも禁煙ムードが高まった。                                   |
| 1993年 | 扇扇狂狂 (戦々兢々) | せんせんきょうきょう | 扇子を持って踊り狂うお立ち台ギャル。                                                         |
| 1994年 | 政転辟易 (青天霹靂) | せいてんへきえき     | 青天の霹靂で首相になった村山富市。                                                           |
| 1995年 | 震傷膨大 (針小棒大) | しんしょうぼうだい   | 阪神・淡路大震災は人々の心にも大きな傷を残した。                                             |
| 1996年 | 高官無恥 (厚顔無恥) | こうかんむち         | 官僚のスキャンダル。                                                                         |
| 1997年 | 靴下象様 (隔靴掻痒) | かかぞうよう         | ルーズソックス。                                                                             |
| 1998年 | 倒行巨費 (登校拒否) | とうこうきょひ       | 倒れる金融機関に巨額な公的資金を投入すること。                                               |
| 1999年 | 着歌繚乱 (百花繚乱) | ちゃっかりょうらん   | 街にでるとあちらこちらからケータイの着メロが賑やかに乱れ飛んでくる。                         |
| 2000年 | 圏外孤独 (天涯孤独) | けんがいこどく       | いつも携帯電話でコミュニケーションをとっている人にとって、圏外になった時の孤独感はひとしお。 |
| 2001年 | 万国胸痛 (万国共通) | ばんこくきょうつう   | 米国でのテロ、それに対する報復。世界はどちらにも胸を痛めている。                             |
| 2002年 | 日本熱闘 (日本列島) | にっぽんねっとう     | サッカーＷ杯では日本全国が熱くなった。                                                       |
| 2003年 | 八方取税 (発泡酒税) | はっぽうしゅぜい     | あらゆる所から税金を取ろうと、発泡酒も増税。                                                 |
| 2004年 | 様様様様            | よんさま             | ヨン様（ペ・ヨンジュン）ブーム。                                                             |
| 2005年 | 無職無習 (無色無臭) | むしょくむしゅう     | ニートの増加は大きな社会問題に。                                                             |
| 2006年 | 住人怒色 (十人十色) | じゅうにんどいろ     | 耐震強度を偽装した建物とは知らずに買った住人、怒りの色は隠せない。                           |
| 2007年 | 医師薄寂 (意志薄弱) | いしはくじゃく       | 医師不足による急患問題。                                                                     |
| 2008年 | 苦労長寿 (不老長寿) | くろうちょうじゅ     | 後期高齢者医療制度。長寿医療制度という愛称もむなしく何かと不評。\|-                          |
| 2009年 | 遠奔千走 (東奔西走) | とうほんせいそう     | 土日休日の高速道路料金が遠くまで走っても千円に。                                             |
| 2010年 | 諸牛無情 (諸行無常) | しょぎゅうむじょう   | 口蹄疫の感染拡大防止のため、大量の牛を処分する非情な事態となった。                           |
| 2011年 | 帰路騒然 (理路整然) | きろそうぜん         | 大地震（東日本大震災）や台風で帰宅困難に。                                                   |
| 2012年 | 税途多難 (前途多難) | ぜいとたなん         | 消費増税や復興税の使途により政治混乱。                                                       |
| 2013年 | 凍庫写寝 (投稿写真) | とうこしゃしん       | 悪ふざけ写真のネット投稿（バカッター）が頻発。                                               |
| 2014年 | 用意終活 (用意周到) | よういしゅうかつ     | 死後のことまで生前に準備する（終活）。                                                       |
| 2015年 | 仮装狂騒 (仮装競争) | かそうきょうそう     | 年々盛んになるハロウィーンイベント。                                                         |
| 2016年 | 四士奮銀 (獅子奮迅) | ししふんぎん         | 五輪陸上男子400ｍリレーで、日本チームが銀メダルを獲得。                                      |
| 2017年 | 棋聡天才 (奇想天外) | きそうてんさい       | 将棋の天才、藤井聡太棋士。                                                                   |
| 2018年 | 台量発生 (大量発生) | たいりょうはっせい   | 台風が多発し、次々と日本列島に襲いかかった。                                                 |
| 2019年 | 国祭令和 (国際平和) | こくさいれいわ       | 新元号「令和」に変わり、国中がお祭りムードに。                                               |
| 2020年 | 医師奮診 (獅子奮迅) | いしふんしん         | 新型コロナウイルスが広がる中、医師をはじめ医療従事者の方々が奮闘してくれている。             |
| 2021年 | 七菌八起 (七転八起) | ななころなやおき     | リバウンドがあってもコロナに負けずに起き上がる。                                             |
| 2022年 | 遠客再来 (千客万来) | えんきゃくさいらい   | 水際対策の緩和で、遠方から旅行客が再びやって来るようになった。                               |
| 2023年 | アレ貫徹 (初志貫徹) | あれかんてつ         | 阪神タイガースの「アレ」、ファンの見事な徹底ぶり。                                           |
| 2024年 | 盗打随一 (当代随一) | とうだずいいち       | 大谷翔平選手が59盗塁、54本塁打という圧倒的な成績でシーズンを終了した。                       |